# 韦尔通
韦尔通（法語：Verton，法語發音：[vɛʁtɔ̃]）是法国上法蘭西大區加来海峡省的一个市镇，属于蒙特勒伊区。

## 地理
韦尔通（50°24'8"N, 1°38'58"E）面积11.06 平方千米，位于法国上法蘭西大區加来海峡省，该省份为法国北部沿海省份，西北濒北海，南至索姆省，东临北部省。
与韦尔通接壤的市镇（或旧市镇、城区）包括：朗迪弗利耶、瓦邦、贝尔克、孔希勒勒唐普勒、格罗夫利耶、莱皮讷、瓦伊博康。

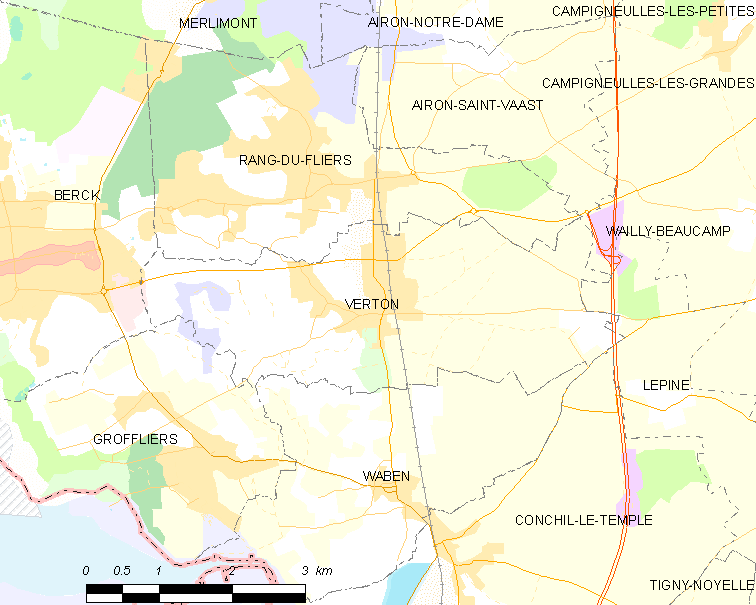
韦尔通的OSM定位图

韦尔通的时区为UTC+01:00、UTC+02:00（夏令时）。

## 行政
韦尔通的邮政编码为62180，INSEE市镇编码为62849。

## 政治
韦尔通所属的省级选区为贝尔克县。

## 人口

1962-2008年间韦尔通人口变化图示

韦尔通于2022年1月1日时的人口数量为2557人。